# Bergfelde
Bergfelde ist ein Stadtteil der Stadt Hohen Neuendorf (Landkreis Oberhavel, Brandenburg) im nördlichen Berliner Umland. Der Ort wurde 1349 erstmals urkundlich erwähnt und am 6. Dezember 1993 zu Hohen Neuendorf eingemeindet.

## Geographie
Bergfelde ist der östlichste Stadtteil der Stadt Hohen Neuendorf und liegt im Naturpark Barnim an dessen westlicher Grenze.
Im Osten grenzt Bergfelde an den Ortsteil Schönfließ der Gemeinde Mühlenbecker Land, im Westen an den Stadtteil Hohen Neuendorf, im Norden an die Gemeinde Birkenwerder und im Süden an den Ortsteil Frohnau von Berlin.
Das Ortsbild wird im Wesentlichen von Einfamilien- und Reihenhäusern geprägt. Es gibt aber auch einige Mehrfamilienhäuser, insbesondere in der Wohnanlage Friedrichsaue im Ortszentrum. In den letzten Jahren wurden in Bergfelde viele freie Flächen bebaut und alter Gebäudebestand umfangreich renoviert. Neben Wohnraum für junge Familien sind auch vermehrt Wohnungen für Senioren entstanden.

## Geschichte
Bergfelde wurde im Jahr 1349 als „Bercholtz“ auf einer Urkunde zur Überschreibung erstmals erwähnt und wird in der Literatur auch als Berkow und Birkholz benannt.
1653 bekam Luise Henriette von Oranien das Dorf von ihrem Mann, Kurfürst Friedrich Wilhelm von Brandenburg geschenkt. Das damalige Dorf wurde dem Amt Bötzow zugeordnet. In den folgenden Jahrhunderten wechselten die Besitzer und die Einwohnerzahl schwankte.
Der Bau des Berliner Außenrings durch die Deutsche Reichsbahn brachte 1953 eine Teilung des Ortes durch die Gleisanlagen mit sich. Mit dem Bau der Berliner Mauer 1961 wurde die Verbindung zum unmittelbar angrenzenden Berlin zunächst unterbrochen. Seinen S-Bahnhof erhielt Bergfelde 1962 im Zuge des Lückenschlusses der S-Bahn-Verbindung zwischen Blankenburg und Hohen Neuendorf auf dem Berliner Außenring nach dem Mauerbau.

### Eingemeindung
Im Jahr 1993 wurde Bergfelde ein Teil der Gemeinde Hohen Neuendorf. Seit 1999 ist Hohen Neuendorf Stadt und Bergfelde damit einer von vier Stadtteilen.

## Religion

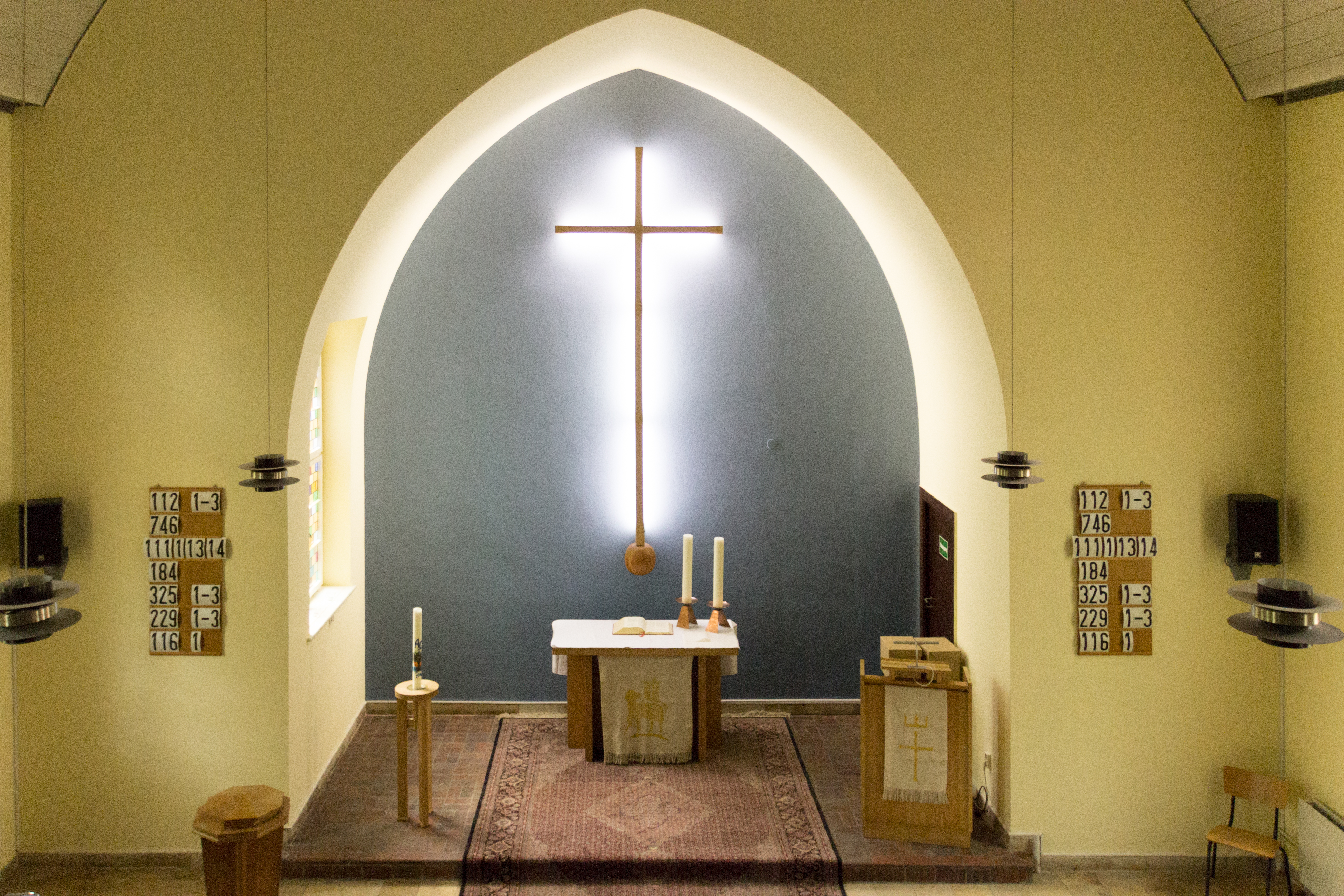
Dorfkirche Bergfelde Apsis und Chor

Die Kirchengemeinde Bergfelde-Schönfließ gehört zum Kirchenkreis Berlin Nord-Ost (bis 2008: Berlin-Pankow) im Sprengel Berlin der Evangelischen Kirche Berlin-Brandenburg-schlesische Oberlausitz.

## Parks und Freizeit
Bergfelde verfügt über einige Parks und Grünanlagen für unterschiedliche Nutzungen. In der Nähe der Feuerwache hinter dem Friedhof befindet sich ein großer Kinderspielplatz mit Basketballfeld und angelegten Wegen. Unter den Anwohnern ist der Park als Skatepark bekannt. Jede Straßenanbindung des Stadtteils führt durch ein Waldgebiet. Der gesamte Ort ist von Mischwald umgeben, welcher in Richtung Birkenwerder einige Waldwege bietet. In der Flachslakestraße befindet sich ein langsam verlandender See, der Frauenpfuhl. Eine kleine Aussichtsplattform bietet einen Überblick über die verbleibende Wasserfläche.
Die Umgebung von Bergfelde ist geprägt durch ausgedehnte Waldgebiete und Seen, die ein beliebtes Ziel für Spaziergänger und Wanderer sind. Das Landschaftsschutzgebietes Herthamoor ist eine attraktive Erholungslandschaft, die vorrangig von Wanderern, Radfahrern und Joggern genutzt wird. Kinder und Jugendliche nutzen den Wald für Mountainbikefahrten, die örtlichen Schulen zu Exkursionen.
In Bergfelde gibt es den SV Grün-Weiß Bergfelde. Der Schwerpunkt des Vereins ist Fußball, es werden aber auch weitere Sportarten als Freizeitsport angeboten. Aktuell laufen die gemeinsamen Planungen der Stadt Hohen Neuendorf und der Gemeinde Mühlenbecker Land für den Neubau eines Sportplatzes für die Fußballspiele des Vereins. Auch der Tennisclub Grün Weiß Bergfelde ist in Bergfelde aktiv.

## Sehenswürdigkeiten
In Bergfelde gibt es die Kirche der Kirchengemeinde Bergfelde-Schönfließ.
An der Grenze zu Berlin steht ein ehemaliger Grenzturm der Berliner Mauer. Er wurde in den 1980er Jahren als Führungstelle Bergfelde errichtet und wird heute als Naturschutzturm von der Schutzgemeinschaft Deutscher Wald (SDW) Regionalverband Oberhavel genutzt.
Die Kirche, der Grenzturm und einige weitere Baudenkmale in Bergfelde stehen auf der Denkmalliste des Landes Brandenburg.
Die europäische Variante eines Baumdenkmals für die Deutsche Einheit am ehemaligen Todesstreifen, zwischen Herthamoor und Naturschutzturm, wurde am 8. November 2014 gepflanzt.

## Wirtschaft und Infrastruktur
In Bergfelde gibt es verschiedene Unternehmen und Handwerker sowie mehrere Einkaufsmöglichkeiten, insbesondere das neu aufgebaute Ortszentrum mit Einkaufsmöglichkeiten und Dienstleistungsangeboten in der Nähe des S-Bahnhofs.
Der Schwarze Walfisch Gin kommt aus Bergfelde. Dieser wurde 2020 auf der New York International Spirits Competition als „Germany Gin of the Year“ ausgezeichnet. Er wurde mit Gold bei den Gin Masters 2020 und bei der New York Spirit Competition 2020 ausgezeichnet.

### Bildung
In Bergfelde gibt es eine Kita, verschiedene Tagespflegestellen und die Ahorn Grundschule mit Hort. Zudem existieren die „EinsteinKids“, eine Einrichtung der Offenen Kinder- und Jugendarbeit.

### Verkehr

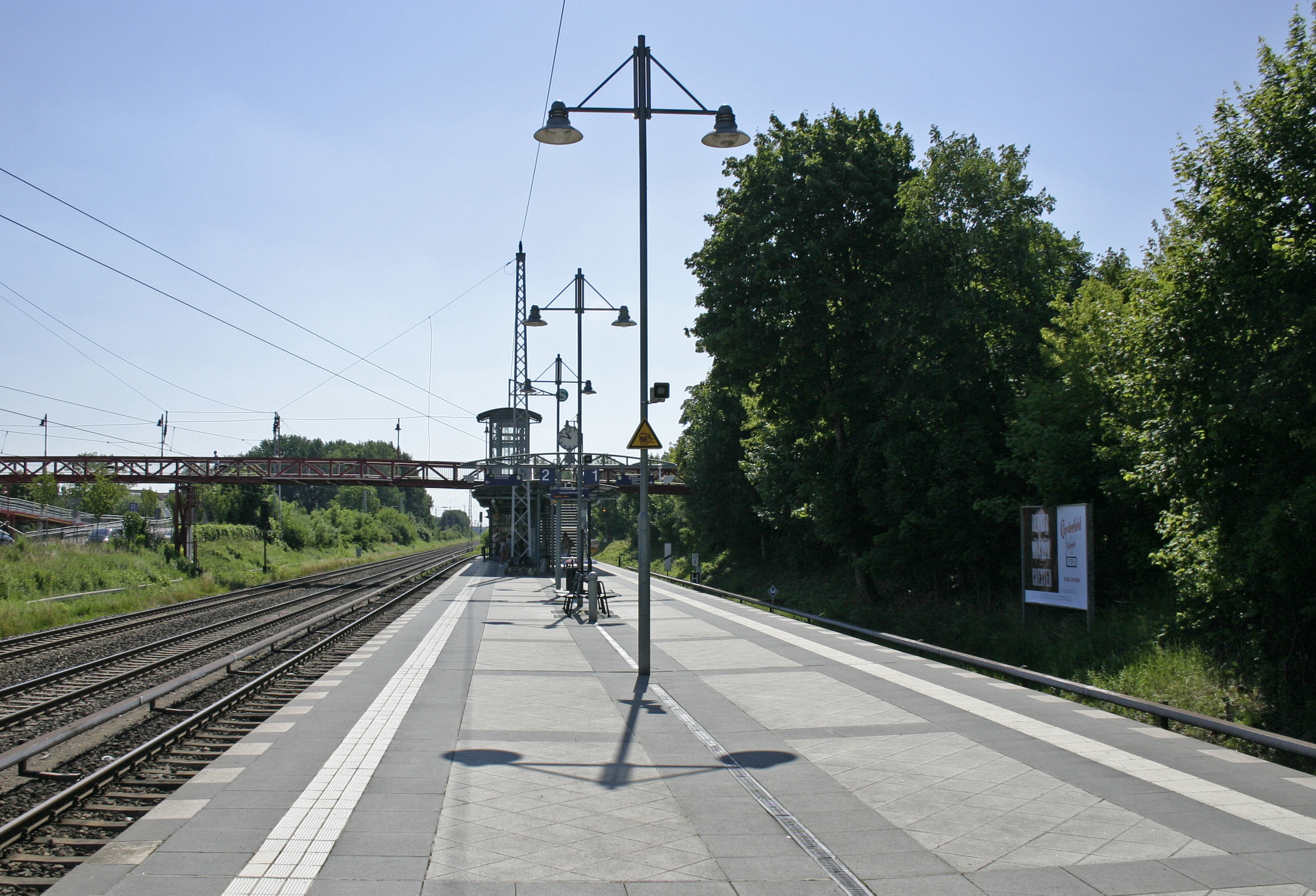
S-Bahnhof Bergfelde (2015)

Verkehrstechnisch ist der Ort gut angebunden; zum einen durch die Landesstraße L 171 mit Verbindung zur Berliner Stadtautobahn (A 111, Anschlussstelle Stolpe) und die Bundesstraße 96a mit Verbindung zum Berliner Ring (A 10, Anschlussstelle Birkenwerder), zum anderen durch den parallel zum Berliner Außenring gelegenen, S-Bahnhof Bergfelde, der am 27. Mai 1962 eröffnet wurde, bei Berlin der Linie S 8 (Zeuthen – Birkenwerder). Mit der Buslinie 809 der Oberhavel Verkehrsgesellschaft besteht eine Verbindung nach Hennigsdorf und Berlin-Frohnau (Bezirk Reinickendorf). Diese gute Anbindung macht den Ort zur typischen Pendlergemeinde.